# Grimersum
Grimersum liegt im Nordosten der heutigen Gemeinde Krummhörn im westlichen Ostfriesland etwa 12,5 Kilometer nordwestlich von Emden. In Grimersum leben 546 Einwohner (Stand: 31. Dezember 2024).

## Geografie
Der Ort zählt – wie auch das nahe gelegene Groothusen – zu den Langwurtendörfern, die im frühen Mittelalter (8. Jahrhundert) an den Ufern von Meeresarmen und -buchten als Handelsplätze für die ausgedehnten Seehandel treibenden friesischen Bauernkaufleute angelegt worden sind. Das Warftendorf wird durch seine alte Kirche geprägt.
Grimersum liegt 12,5 Kilometer nordnordwestlich des Emder Stadtzentrums und etwa 6,5 Kilometer nordöstlich des Krummhörner Hauptortes Pewsum.
Zu Grimersum gehören mehrere Wohnplätze, die jedoch politisch oder kirchlich nie selbstständig gewesen sind. In erster Linie ist Schoonorth zu nennen, das den gesamten nördlichen Teil der Gemarkung Grimersums ausmacht. Ein kleiner Teil Schoonorths (östlich der Landesstraße) gehört zur Krummhörner Nachbargemeinde Osteel in der Samtgemeinde Brookmerland, der weitaus größere jedoch zur Krummhörn. Die Siedlung Grimersumer Altendeich befindet sich ebenfalls nördlich des Ortskerns auf dem Deich, mit dem ab 1495 ein Teil der Leybucht dem Meer abgerungen wurde. Nach der Eindeichung weiterer Polder wurde der Deich besiedelt, die Siedlung liegt entsprechend etwas höher als das umgebende Land. Der Hagenpolder schließt sich westlich an Schoonorth an. Das Grimersumer Vorwerk ist ebenso ein einzeln stehender Hof wie die folgenden, bei denen das Jahr der erstmaligen Benennung genannt wird: Rothe Scheune (1735), Friedrichshof (1823), Angernheim (1824), Elisenfeld (1852).

## Geschichte
Zwischen Wirdum und Grimersum befinden sich in der Marsch zwei nur 75 Meter voneinander entfernt angelegte Wurten von rundlich ovaler Form, die bis 3,5 beziehungsweise 4,7 m ü. NHN aufragen und deutlich von der Straße aus zu erkennen sind. Es sind die Reste einer im Jahr 1379 zerstörten mittelalterlichen Burganlage, die der Stammsitz der alten friesischen Häuptlingsfamilie Beninga war, zu der auch der Chronist Eggerik Beninga gehörte. Das Gebäude war nach den Erkenntnissen von Ausgrabungen etwa 44 Meter lang und elf Meter breit.
Eine weitere Burgstätte ist am Ostende der Langwurt nachweisbar. Sie wurde 1379 von Gerald Beninga nach der Zerstörung der Beningaburg erbaut. Die Burg ging nach Geralds Tod an seinen Schwiegersohn Imel von Grimersum, der ein Anhänger Focko Ukenas war. Im Krieg gegen Fokko zerstörten die Cirksena 1435/36 gemeinsam mit den Hamburgern die Anlage. Die Beninga wurden vertrieben und erlangten erst 1453 wieder ihre Besitzungen zurück, nachdem sie Ulrich Cirksena als Herrscher über Ostfriesland anerkannt hatten. 1489/90 wurde die wahrscheinlich etwas westlich des alten Platzes neu aufgebaute Burg zwischen Gerald II. und Folkmar II. geteilt; Gerald bekam die Osterburg, Folkmar die Westerburg. Der Teilungsvertrag verzeichnet den damaligen Baubestand. Die Westerburg bestand aus einem Wohngebäude mit Saal, einem Backhaus, einer Scheune und im Südwesten einem „langen Turm“. Zur Osterburg gehörten ein Steinhaus und ein weiteres Gebäude, zudem die Warf mit dem „alten Haus“, das wohl das ursprüngliche Burggebäude war. 1548 ließ der Geschichtsschreiber Eggerik Beninga die Burg zu einem vierflügeligen Renaissanceschloss umbauen. Nach dem Aussterben der Beninga im Mannesstamm 1717, ging es an die Herren von Westerdorp. In diesem Jahrhundert begann schon der Verfall der Anlage, ein Hauptflügel wurde abgerissen. Im 19. Jahrhundert verfielen auch die anderen Flügel und stürzten teilweise ein. Anschließend diente das Gelände als Steinbruch. Die letzten Gebäudeteile verschwanden Anfang des 20. Jhs.
Die Burgreste werden durch Jörg Saathoff freigelegt und katalogisiert. Im Jahre 2016 beschlossen die Gemeinde Krummhörn und die Ostfriesische Landschaft, nur noch einen Teil der bereits restaurierten Burgmauern sichtbar zu lassen. Die restlichen Mauern sollen verfüllt werden. Auch der alte Burggraben könnte wieder neu entstehen.
Die Eindeichung Schoonorths erfolgte 1604, nachdem der niederländische Unternehmer Jan Laurentz und Konsorten und der ostfriesische Graf Enno III. am 15. November 1603 einen Vertrag über die Landgewinnung und anschließende Nutzung geschlossen hatten. Dem Unternehmer wurden darin sechs Freijahre von Abgaben nach erfolgter Eindeichung gewährt, im Anschluss waren Abgaben an die gräfliche Kasse in Aurich zu zahlen. Im Gegensatz zum Rheiderland, wo Bunder Deichunternehmer noch im späten 17. Jahrhundert mit dem Grafenhaus in Streit darüber gerieten, wem der Anwachs vor den Deichen zustünde, wurde in Schoonorth das Recht des ostfriesischen Herrscherhauses auf diesen Anwachs nicht in Frage gestellt.
Das Grafenhaus überließ den Unternehmern das Land zumeist in Erbpacht. Der neue Polder maß 778 Grasen, was ungefähr 286,5 Hektar entspricht. Die Hofstellen hatten eine Größe zwischen 50 und 150 Grasen, die kleinsten Höfe maßen somit ungefähr 18 Hektar, die größeren das Dreifache. Durch den neuen Polder wurde ein Weg in Nord-Süd-Richtung angelegt, der Vorläufer der heutigen Landesstraße. In den Anfangsjahren erwies sich die Bewirtschaftung als schwierig, wozu gelegentliche Überschwemmungen beitrugen. Die Pächter mussten mehrmals um Aufschub der Abgaben bitten. Das Grafenhaus erwarb in der Folge einige der Höfe direkt und verpachtete sie als Staatsdomäne. 1618 waren von den 778 Grasen des neuen Polders 576 direkt im Besitz der Landesherrschaft, der Rest freies Eigentum, das oftmals unterverpachtet wurde. Die Pächter wechselten häufig; schon früh hatte sich in den Marschen im Westen Ostfrieslands eine kapitalistische, also am Markt orientierte Wirtschaftsweise durchgesetzt, die mit einer geringeren Verbundenheit zur Scholle einherging als etwa in den Geestgegenden Ostfrieslands.
Die Zeit des Dreißigjährigen Krieges bedeutete für die Einwohner eine erhebliche Belastung. Nicht nur hatten sie Kontributionen an die Besatzungstruppen zu entrichten. Der permanente Streit zwischen der Stadt Emden und dem ostfriesischen Grafenhaus in Aurich, nicht zuletzt über die Kosten der Emder Garnison, mündete 1629 darin, dass auch die Emder Soldaten in der Gegend Kontributionen eintrieb, was auch in Plünderungen ausartete.

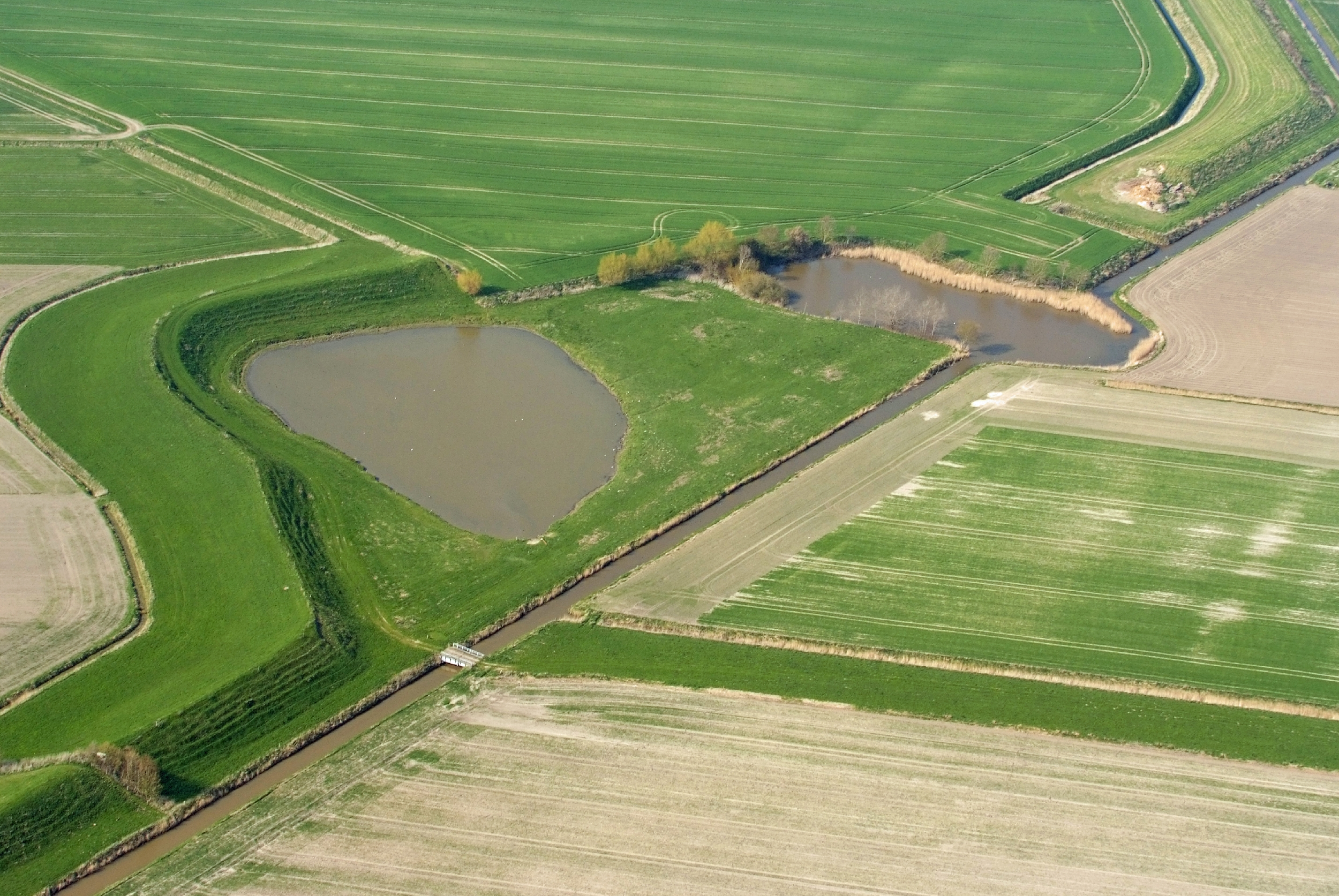
Kolke in Schoonorth, die nach den Deichbrüchen bei den Sturmfluten 1686 und 1717 entstanden.

1744 fiel Grimersum wie ganz Ostfriesland an Preußen. Die preußischen Beamten erstellten 1756 eine statistische Gewerbeübersicht für Ostfriesland. Aus ihr ging hervor, dass die größeren Dörfer im Amt Greetsiel relativ gleichmäßig mit Gewerbe besetzt waren. 1756 gab es in Grimersum 22 Kaufleute und Handwerker. Darunter waren sechs Schuster, drei Leineweber, jeweils zwei Böttcher, Bäcker, Maurer und Schneider sowie je ein Schmied und Zimmermann. Von den drei Kaufleuten handelte einer mit Kleinigkeiten von Salz, Seife und Tabak, einer mit Getreide, Butter und Gewürzen und einer mit Kalk.
Grimersum gehörte in der Hannoverschen Zeit Ostfrieslands zum Amt Greetsiel (1824) und war Sitz einer der beiden Untervogteien der Amtsvogtei Greetsiel. Zur Untervogtei Grimersum zählten außer den Nebenorten Grimersums wie Schoonorth auch Visquard und Wirdum mit dem Wirdumer Neuland. Die andere Untervogtei der Amtsvogtei Greetsiel hatte ihren Sitz in Eilsum.
Im Zuge der hannoverschen Ämterreform 1859 wurde das Amt Greetsiel aufgelöst und dem Amt Emden zugeschlagen, Grimersum gehörte seitdem zum letztgenannten. Bei der preußischen Kreisreform 1885 wurde aus dem Amt Emden der Landkreis Emden gebildet, dem Grimersum danach angehörte.
Jahrhundertelang waren die natürlichen Tiefs und die Entwässerungskanäle, die die Krummhörn in einem dichten Netz durchziehen, der wichtigste Verkehrsträger. Über Gräben und Kanäle waren nicht nur die Dörfer, sondern auch viele Hofstellen mit der Stadt Emden und dem Hafenort Greetsiel verbunden. Besonders der Bootsverkehr mit Emden über das Alte Greetsieler Sieltief war von Bedeutung. Dorfschiffer übernahmen die Versorgung der Orte mit Gütern aus der Stadt und lieferten in der Gegenrichtung landwirtschaftliche Produkte: „Vom Sielhafenort transportierten kleinere Schiffe, sogenannte Loogschiffe, die umgeschlagene Fracht ins Binnenland und versorgten die Marschdörfer (loog = Dorf). Bis ins 20. Jahrhundert belebten die Loogschiffe aus der Krummhörn die Kanäle der Stadt Emden.“
Torf, der zumeist in den ostfriesischen Fehnen gewonnen wurde, spielte über Jahrhunderte eine wichtige Rolle als Heizmaterial für die Bewohner der Krummhörn. Die Torfschiffe brachten das Material auf dem ostfriesischen Kanalnetz bis in die Dörfer der Krummhörn, darunter auch nach Grimersum. Auf ihrer Rückfahrt in die Fehnsiedlungen nahmen die Torfschiffer oftmals Kleiboden aus der Marsch sowie den Dung des Viehs mit, mit dem sie zu Hause ihre abgetorften Flächen düngten.
Im April 1919 kam es zu sogenannten „Speckumzügen“ Emder Arbeiter, an die sich Landarbeiterunruhen anschlossen. Zusammen mit dem Rheiderland war der Landkreis Emden der am stärksten von diesen Unruhen betroffene Teil Ostfrieslands. Arbeiter brachen in geschlossenen Zügen in die umliegenden Dörfer auf und stahlen Nahrungsmittel bei Bauern, wobei es zu Zusammenstößen kam. Die Lage beruhigte sich erst nach der Entsendung von in der Region stationierten Truppen der Reichswehr. Als Reaktion darauf bildeten sich in fast allen Ortschaften in der Emder Umgebung Einwohnerwehren. Die Einwohnerwehr Grimersums umfasste 60 Personen. Diese verfügten über 20 Waffen. Aufgelöst wurden die Einwohnerwehren erst nach einem entsprechenden Erlass des preußischen Innenministers Carl Severing am 10. April 1920.
In den Jahren der Weimarer Republik machte sich in Grimersum wie in ganz Ostfriesland ein spürbarer Ruck nach rechts im politischen Spektrum bemerkbar. Bei der Wahl zur Nationalversammlung 1919 holten die rechtsliberale DVP mit 41,3 Prozent und die linksliberale DDP mit 11,7 Prozent zusammen die Mehrheit der Stimmen. Die SPD kam mit 32,7 Prozent auf den zweiten Rang, die rechtskonservative DNVP mit 14,3 Prozent auf den dritten. Bei dieser Wahl blieben die Wähler Grimersums innerhalb dessen, was vor 1919 für Ostfriesland in seiner Gesamtheit galt, nämlich, dass der Liberalismus die prägende politische Kraft war. Die Sozialdemokraten konnten sich vor allem auf das traditionelle Wählerreservoir der Landarbeiterschaft stützen. Bei der Reichstagswahl im Mai 1924 übernahm die rechtsextreme DNVP mit 36 Prozent der Stimmen die Führung der politischen Parteien, gefolgt von SPD (32,2 Prozent), DVP (14,9 Prozent) und DDP (3,7 Prozent). Die Wahl 1928 sah dann die SPD erstmals vorn (43,3 Prozent, DNVP: 29,8 Prozent). Danach begann auch in Grimersum der Aufstieg der NSDAP zur führenden Kraft im politischen Spektrum. Sie errang bei der Reichstagswahl 1932 33,6 Prozent der Stimmen und ließ damit die SPD (31,9 Prozent) knapp hinter sich; auf den Plätzen folgten die KPD mit 15,6 und die DNVP mit 14,9 Prozent der Stimmen. Das rechte Spektrum hatte also auch vor Ort die politische Führung übernommen. Bei der Reichstagswahl im März 1933 schließlich kamen NSDAP (42,3 Prozent) und DNVP (14,3 Prozent) zusammen auf die absolute Mehrheit der Stimmen, SPD (28,3 Prozent) und KPD (13 Prozent) blieben deutlich dahinter.
Seit Bestehen der Bundesrepublik ist Grimersum – wie die ganze Krummhörn und auch Ostfriesland in seiner Gesamtheit – eine Hochburg der SPD. Sie gewann bei der Bundestagswahl 1949 mit 30,8 Prozent die meisten Stimmen. Dahinter lagen die DP (22,5 Prozent) und die rechtsextreme DRP (10,9 Prozent). Splitterparteien kamen insgesamt auf 21,5 Prozent. Zwischen 1949 und 1972 setzten sich die Sozialdemokraten mit Ergebnissen zwischen 40,8 (1953) und 62,7 Prozent (1972) in der Wählergunst durch, auf Rang zwei folgten die Christdemokraten mit Ergebnissen zwischen 20 (1953) und 43 Prozent (1965).
Am 1. Juli 1972 wurde Grimersum in die neue Gemeinde Krummhörn eingegliedert.

## Persönlichkeiten
Die folgenden Personen wurden in Grimersum geboren.
- Eggerik Beninga (1490–1562), Chronist
- Johannes Acronius (1565–1627), reformierter Theologe
- Johann August Beninga-Kettler (1798–1837), Jurist und hannoverscher Landtagsabgeordneter
- Hinrich Swieter (1939–2002), niedersächsischer Politiker und Finanzminister
- Harry Westermann (1909–1986), Jura-Professor in Münster